# Dětřich Míšeňský
Dětřich Míšeňský (německy Dietrich der Bedrängte, 1162 – 18. února 1221) byl míšeňský a lužický markrabě z rodu Wettinů. Jeho sestra Adléta Míšeňská byla první manželkou Přemysla Otakara I. a právě Dětřich hájil práva Adlétina syna Vratislava na český trůn.

## Život
Narodil se v roce 1162 jako mladší syn markraběte Oty Míšeňského a jeho manželky Hedviky. Část svého života strávil spory s bratrem Albrechtem. Není úplně zřejmé, kdy přesně tyto spory začaly; v každém případě zřejmě matka obou bratrů Hedvika protežovala právě Dětřicha a chtěla, aby se dědicem Míšeňska stal on navzdory tomu, že Albrecht byl prvorozený. Ota Bohatý změnil závěť a Míšeňsko odkázal mladšímu synovi. Na to reagoval Albrecht tím, že svého otce roku 1189 zajal a propustil jej až na zásah císaře Fridricha Barbarossy; trestnou výpravu vedl český kníže Konrád Ota. Na sněmu ve Würzburku 10. srpna 1189 se bratři okázale smířili, takže když v únoru následujícího roku Ota zemřel, stal se míšeňským markrabětem vcelku bez problémů Dětřichův bratr Albrecht. Spory mezi bratry byly však za pár let obnoveny; roku 1194 podnikl z popudu nového římského císaře Jindřicha VI. další trestnou výpravu do Míšeňska český kníže, tentokrát Jindřich Břetislav. Albrecht zůstal nepřemožen, ovšem již následujícího roku nečekaně zemřel.
Přestože se Albrechtovou smrtí stal Dětřich dědicem Míšeňska, zabral je císař Jindřich VI. Ten se proto nevyhnul spekulacím, že Albrechta nechal otrávit. Dětřichovi zřejmě zůstaly državy v okolí Weissenfelsu, v listinách je uváděn jako "hrabě z Weissenfelsu". V prosinci 1195 na sněmu ve Wormsu přijal kříž, následně se zúčastnil křížové výpravy Jindřicha VI.; v březnu 1198 se v Akkonu zúčastnil založení Řádu německých rytířů. Když po nečekané Jindřichově smrti nastoupil na římský trůn jeho bratr Filip, zřejmě Míšeňsko Dětřichovi vrátil jako poděkování za podporu kandidatury na sněmu v Mühlhausenu.
Dětřich se během manželské rošády Přemysla Otakara I. zastával své zapuzené sestry Adléty a jejích dětí, synovec Vratislav byl stálým členem jeho dvora a roku 1212 mu císař Ota na Dětřichovo naléhání udělil Čechy v léno. Šlo o pouhou demonstaraci moci, Vratislav neměl reálné šance na zisk české koruny. Ve vojensky vyhroceném sporu o římskou korunu byl Dětřich stranící Otovi Brunšvickému pověřen funkcí vyjednavače s mladým Fridrichem Štaufským.
Dětřich zemřel v únoru 1221 a byl pohřben v cisterciáckém klášteře Altzella po boku svých předků.